# UTC+08:45
UTC+08:45 je poluraden časovni pas z zamikom +8 ur in 45 minut glede na univerzalni koordinirani čas (UTC), eden od le treh časovnih pasov z zamikom 45 minut na svetu; preostali trije so UTC+05:45, UTC+12:45 in UTC+13:45).
Časovni pas ni uradno priznan na državni ravni nobene države, uporablja pa ga nekaj vasi na meji med Južno in Zahodno Avstralijo, najpomembnejša med katerimi je Eucla. Skupno živi v njem okrog 200 ljudi. Kljub neuradnemu statusu je prehod označen z uradnim obcestnim znakom na meji tega območja, vendar ga večina zemljevidov ne omenja. Časovni pas je pod identifikatorjem Australia/Eucla.p vključen tudi v zbirko Time Zone Database, ki je del osnovne internetne infrastrukture.